# Tjarnjotsa
Tjarnjotsa (vitryska: Чарнёца) är ett vattendrag i Belarus. Det ligger i den nordöstra delen av landet, 220 km nordost om huvudstaden Minsk.
I omgivningarna runt Tjarnjotsa växer i huvudsak blandskog. Runt Tjarnjotsa är det glesbefolkat, med 17 invånare per kvadratkilometer.